# Fabrice N'Sakala
Fabrice N'Sakala Mayele (Le Blanc-Mesnil, 21 de julho de 1990) é um futebolista profissional congolês que atua como defensor.

## Carreira
Fabrice N'Sakala representou o elenco da Seleção da República Democrática do Congo de Futebol no Campeonato Africano das Nações de 2017.